# Coelogyne incrassata
Coelogyne  é uma espécie de orquídea epífita, família Orchidaceae, originária de Borneu, Java e Sumatra. Apresenta três variedades: incrassata, sumatrana e valida.